# Juan Castellanos
Juan Castellanos (7 gennaio 1975) è un ex calciatore venezuelano, di ruolo centrocampista.